# Monte Duranno

Il monte Duranno (2.668 m s.l.m.) è la settima cima per altezza dell'intera regione ed è una montagna delle Dolomiti Friulane, più precisamente dette Dolomiti d'Oltrepiave, nelle Prealpi Carniche. Si trova tra il Veneto (provincia di Belluno) ed il Friuli-Venezia Giulia (provincia di Pordenone).

## Caratteristiche
Fa parte del Gruppo Cima dei Preti-Duranno, in parte compreso nel parco naturale delle Dolomiti Friulane e in parte nell'area wilderness (ecologia) del torrente Valmontina del comune di Perarolo di Cadore. 

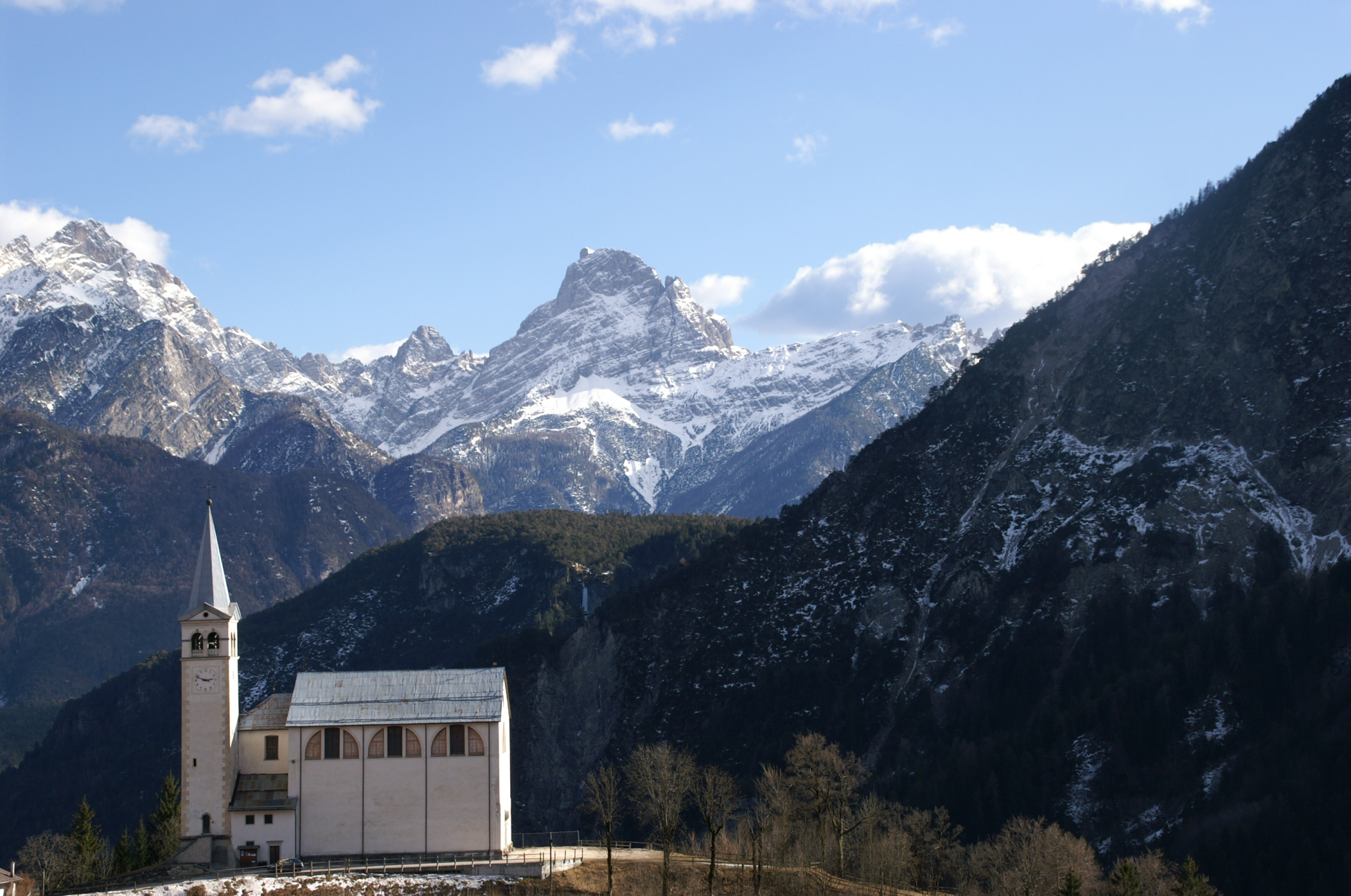
Il Monte Duranno visto da Valle di Cadore

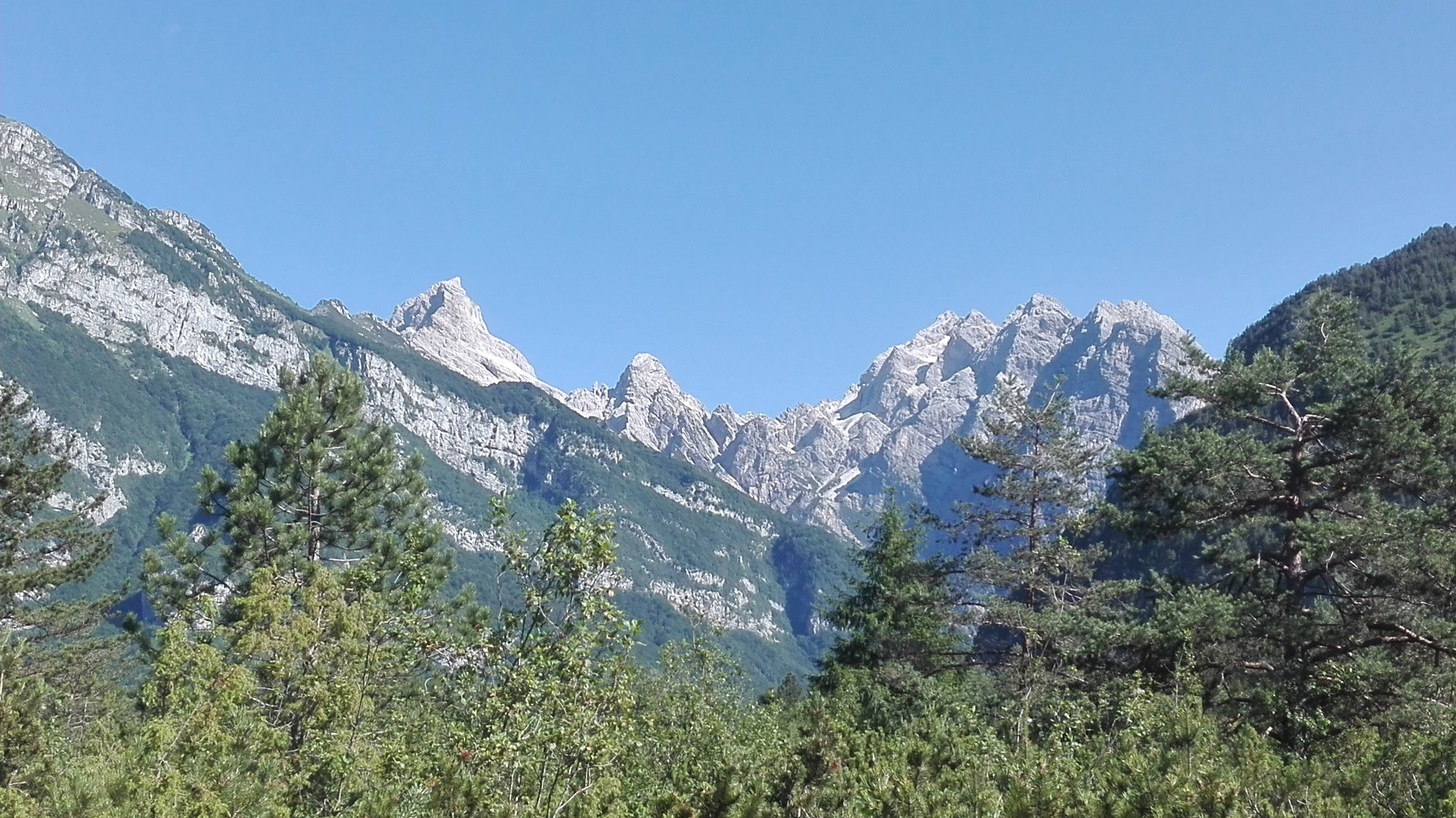
Duranno e Cima dei Preti visti dalla Piana di Pinedo, Cimolais

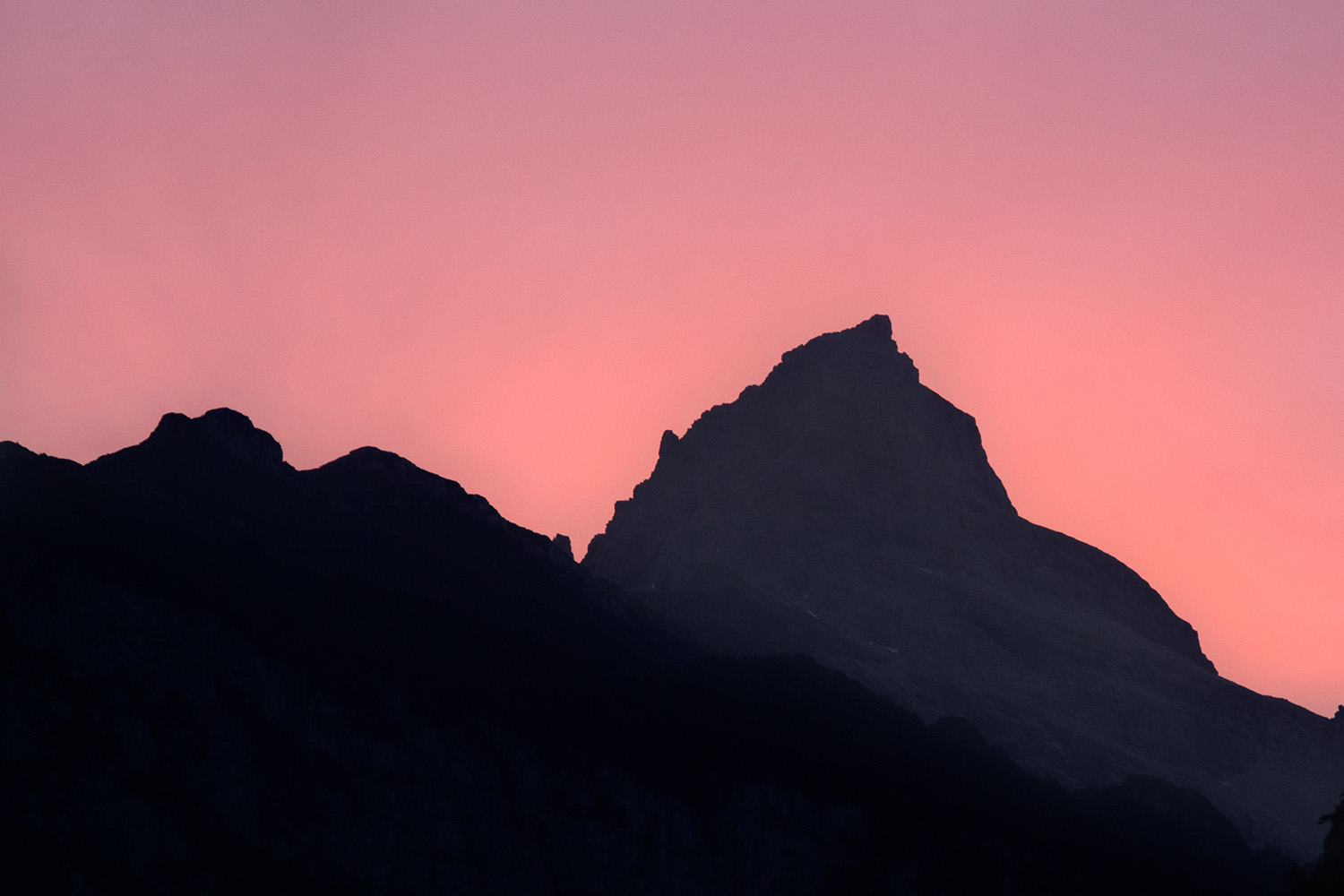
Il Duranno al tramonto

## Salita alla vetta
Si può salire sulla montagna partendo dal rifugio Maniago. Un altro punto di appoggio può essere il Bivacco Paolo Greselin.